# Stoccarda
Stoccarda (in tedesco Stuttgart, AFI: /ˈʃtʊtɡaɐ̯t/, ; in svevo Schdùagert) è una città extracircondariale tedesca di 632 865 abitanti, capitale e città maggiore dello stato federato del Baden-Württemberg e del distretto amministrativo omonimo. La città ha una superficie di 207 km² e si trova in prossimità della Foresta Nera e del fiume Neckar.
La città è il cuore della regione metropolitana di Stoccarda, una delle più grandi in Europa (5,3 milioni di abitanti circa).

## Dati generali
Stoccarda, con la sua area metropolitana che giunge fino alle città di Tubinga, Reutlingen e Heilbronn, è una delle città tedesche più note per via della sua importanza culturale, amministrativa ed economica.
È la sesta città tedesca per numero di abitanti, e la regione di Stoccarda è la quarta conurbazione della Germania (dopo la regione della Ruhr, quella di Francoforte sul Meno e Berlino). Le grandi città più vicine sono Francoforte sul Meno (210 km a nord) e Monaco di Baviera (220 km a sud-est).
La città è divisa in 23 distretti; i più noti sono:
- Bad Cannstatt: vi si trovano le terme tra le più grandi d'Europa, lo zoo Wilhelma e vi si svolge l'annuale festa della birra Cannstatter Volksfest.
- Möhringen: ospita il quartier generale della Daimler AG oltre una zona militare americana. Vi si tengono i concerti cittadini.
- Stammheim: zona del tribunale e del carcere ad alta sicurezza.
- Untertürkheim: ospita l'impianto originale della Mercedes-Benz.
- Vaihingen: zona universitaria e zone militari americane.
- Zuffenhausen: sede della Porsche.
- Feuerbach: sede della Bosch.
- Weilimdorf: zona prevalentemente industriale.

Altri distretti sono:
- Distretto Est
- Distretto Sud
- Sillenbuch
- Distretto di Mühlhausen

Stoccarda è anche sede di una diocesi cattolica e di un vescovado protestante.

## Storia

### Origini

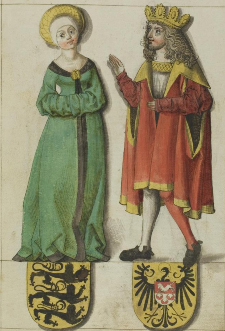
Liudolfo di Svevia con sua moglie Ida, fondatore della città.

Il quartiere di Cannstatt è la parte più antica della città di Stoccarda. Al I secolo d.C. risale una cittadella romana, una delle postazioni più importanti della zona, essendo situata sulle rive del Neckar e a un crocevia. La presenza romana a Stoccarda terminò con l'invasione degli Alemanni nel 260 d.C..
Presumibilmente, Stoccarda continuò a crescere dopo le invasioni ungare (Ungarneinfälle) in seguito alla battaglia di Lechfeld, tra il 926 e il 948 e divenne nota per l'allevamento dei cavalli nelle grandi scuderie locali, dette Stutengarten, da cui deriva il nome tedesco di Stoccarda, ossia Stuttgart. La crescita della città viene  attribuita al conte Liudolfo di Svevia, uno dei figli dell'imperatore del Sacro Romano Impero Ottone I detto Il Grande, dopo il 945.
Di fatti lo stemma araldico presenta un cavallo nero rampante su campo oro. È un simbolo ambiguo forse perché nei secoli, prima di passare all'attuale nome della città "Stuttgart", si sono susseguite numerose modifiche del nome originale "Stutengarten", che può essere tradotto come "stalliera" o "giardino delle giumente".

### Sviluppo e apogeo
Più avanti (circa nel 1300), Stoccarda divenne la residenza dei Conti di Württemberg. Nel 1495 i Conti di Württemberg furono promossi a Duchi dall'imperatore del Sacro Romano Impero. Dopo la rottura di Napoleone nei confronti del Sacro Romano Impero, i Duchi di Württemberg guadagnarono il titolo di Re e Stoccarda divenne residenza reale.
Il nome della famiglia reale dei Württemberg e dello stato prendono origine dalla steppa della collina di Stoccarda, nota formalmente come Wirtemberg, oggi Württemberg. In cima a questa collina fu collocato dal 1824 il mausoleo della Regina Katharina (figlia dello Zar Paolo I di Russia) e moglie del Re Guglielmo I.

### La Prussia
Nel 1806, Stoccarda raggiunse una posizione di rilievo nel corso delle guerre napoleoniche e della conseguente creazione della Confederazione del Reno. La città divenne la capitale del Regno del Württemberg, che fu ampliato per includere le aree del Nuovo Württemberg. Dopo che l'esistenza del nuovo Stato del Württemberg fu confermata con la conclusione del Congresso di Vienna nel 1815, Stoccarda conobbe una graduale ascesa nel XIX secolo.
Durante la Primavera dei popoli, un parlamento democratico nazionale pan-germanico fu costituito a Francoforte sul Meno (Parlamento di Francoforte) per sorpassare le divisioni della Germania. Dopo un lungo dibattito, il parlamento decise di offrire il titolo di Imperatore tedesco al Re di Prussia. Quando il movimento democratico si indebolì, i principi tedeschi ripresero il controllo dei loro stati indipendenti. Alla fine il Re Federico Guglielmo IV di Prussia rifiutò l'offerta del parlamento rivoluzionario. I membri del parlamento furono espulsi da Francoforte e la componente radicale (che desiderava instaurare un regime repubblicano) si trasferì a Stoccarda. Più tardi venne definitivamente sciolto per merito delle milizie dei Württemberg.

### Regno del Württemberg

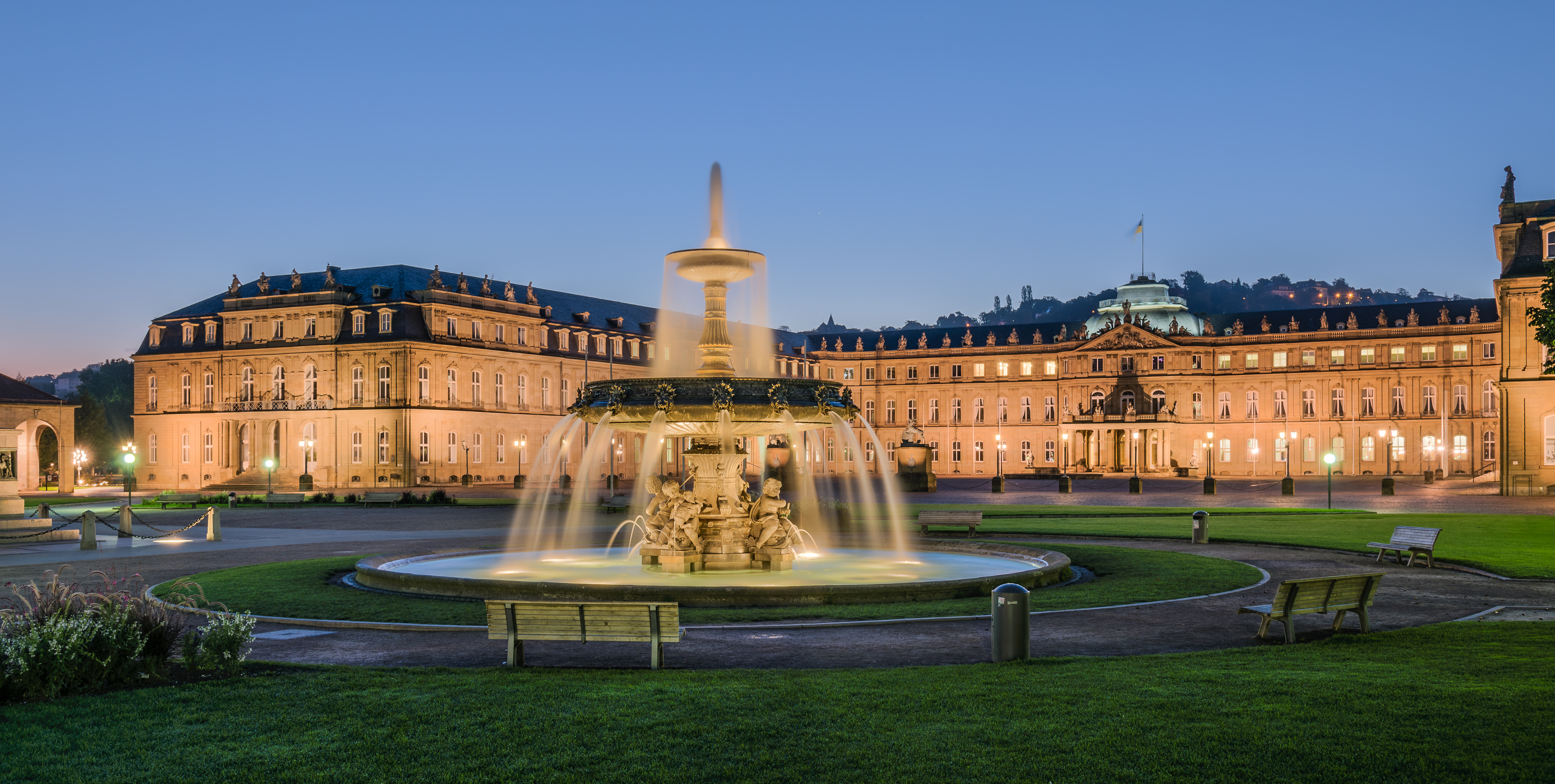
Il Palazzo Nuovo, la residenza barocca dei duchi e re del Württemberg.

Nel 1871, come regno autonomo, il Württemberg si unì all'Impero tedesco o Kaiserreich, creato dal primo ministro prussiano Otto von Bismarck grazie a innumerevoli successi bellici e diplomatici. Dopo la prima guerra mondiale, la monarchia cadde e si proclamò indipendente lo Stato Libero di Württemberg, come parte della Repubblica di Weimar. Nel 1920, Stoccarda fu sede del Governo Nazionale Tedesco (dacché l'amministrazione dovette traslocare da Berlino, si veda Putsch di Kapp). Nella seconda guerra mondiale, specialmente nel 1944 il centro della città di Stoccarda fu quasi completamente raso al suolo da bombardamenti aerei.

### Storia contemporanea
Nel 1945 gli Alleati presero il controllo della Germania. Furono uniti i precedenti Stati tedeschi del Baden e del Württemberg e più tardi per plebiscito, nel 1952 fu creato lo stato democratico Baden-Württemberg con capitale Stoccarda, dopo lunghe discussioni tra i sostenitori di quest'ultima o i sostenitori di Karlsruhe, capitale del Baden e sede del Bundesverfassungsgericht, la corte costituzionale della Repubblica Federale Tedesca.
Nel secondo dopoguerra, durante un discorso del segretario di Stato statunitense James Francis Byrnes, tenutosi nella Casa dell'Opera di Stoccarda (6 settembre 1946) fu presentata una bozza del Piano Marshall per sostenere la ricostruzione e la ripresa economico-politica dell'Europa. Il discorso mirava all'unificazione delle zone occupate dagli eserciti alleati, risultando nella cosiddetta bi-zona. Due anni più tardi, la Francia unì i territori tedeschi occupati alla bi-zona, risultando in una tri-zona che ha spianato la via per la fondazione della Repubblica Federale Tedesca. Stoccarda, come Francoforte, bramava a diventare la capitale federale, sebbene alla fine fu Bonn a vincere.
Nei tardi anni settanta, il distretto di Stammheim fu luogo di uno dei periodi più controversi della storia della Germania del dopoguerra: il processo alla Rote Armee Fraktion tenutosi nel tribunale di alta sicurezza a Stammheim e il successivo suicidio degli imputati imprigionati, Ulrike Meinhof, Andreas Baader, Gudrun Ensslin e Jan-Carl Raspe. Il processo e il periodo subito seguente furono segnati da rilevanti attacchi terroristici (l'omicidio dell'industriale tedesco e presidente della confindustria tedesco-occidentale Hanns-Martin Schleyer ed il dirottamento del volo Lufthansa 181, rediretto a Mogadiscio).
Durante la guerra fredda, il comando congiunto delle forze militari statunitensi in Europa, Africa e nell'Atlantico si spostò a Stoccarda (US European Command, EUCOM). EUCOM ha là il suo quartier generale ancora oggi.

## Monumenti e luoghi d'interesse

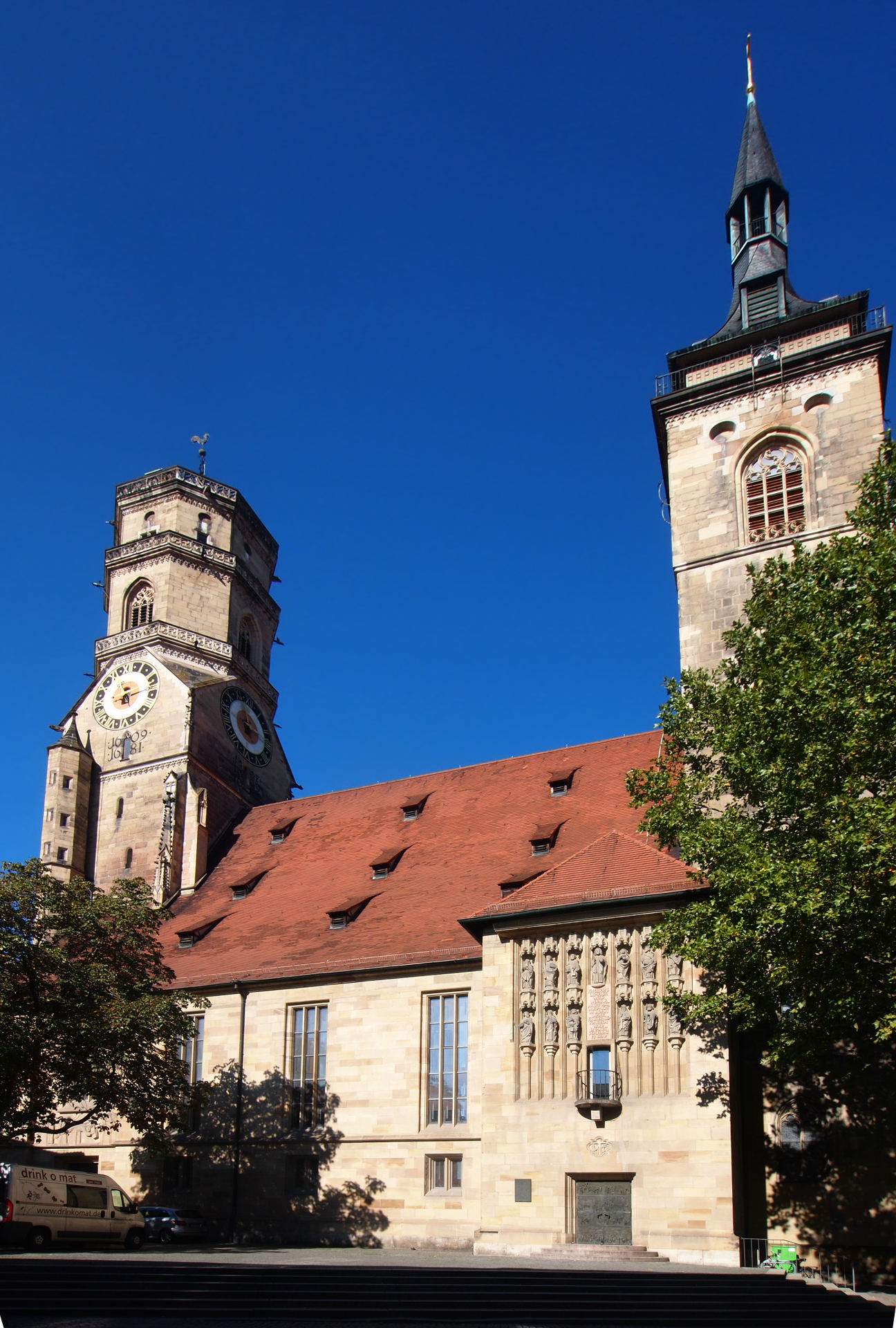
La Collegiata di Stoccarda (Stiftskirche Stuttgart) - Chiesa principale della città

- Stiftskirche Heiligen Kreuz. La Collegiata di Santa Croce è il maggiore edificio religioso della città. Venne eretto nel XIV e XV secolo.
- Alte-Schloss. Il Castello Vecchio è la bella residenza storica dei Duchi del Württemberg. Venne eretto in stile rinascimentale fra il 1553 e il 1578 e restaurato fedelmente dopo la seconda guerra mondiale. Oggi è sede del Landesmuseum Württemberg.
- Neues Schloss. Il Palazzo Nuovo era la nuova residenza dei Duchi del Württemberg, poi divenuti Re. È un vasto palazzo barocco eretto fra il 1744 e il 1807, poi restaurato dopo la guerra.
- Schloss Solitude. Il Castello Solitude, è un bell'edificio rococò, immerso nel parco, costruito tra il 1763 e il 1767 da Philippe de la Guêpiere per il duca Carlo II Eugenio di Württemberg

### Altre architetture
- 1200 - 1600 Chiesa collegiale (esterno: romanico/gotico); interno: romanico/gotico/moderno);
- 1300 - 1500 Palazzo Vecchio (rinascimentale);
- 1370 - 1460 Chiesa di San Leonardo (gotico);
- 1470 - 1490 Chiesa dell'ospedale (Gotico);
- 1700 - 1800 Palazzo Nuovo (barocco / classicista);
- 1700 - 1800 Palazzo Solitudine (barocco / rococò);
- 1850 Palazzo del Re (classicista);
- 1910 Mercato Nuovo (Art Nouveau);
- 1920 Stazione ferroviaria principale (pre-moderno);
- 1927 Weissenhof (Movimento Moderno)
- 1954 Torre della TV (la prima torre della TV al mondo);
- 2000 Terminal principale dell'aeroporto di Stoccarda (Moderno) - allocato fuori città vicino Leinfelden-Echterdingen;
- 2005 Museo di arte moderna (moderno);
- 2007 Museo del duce

| Stoccarda           | Mesi | Mesi | Mesi | Mesi | Mesi | Mesi | Mesi | Mesi | Mesi | Mesi | Mesi | Mesi | Stagioni | Stagioni | Stagioni | Stagioni | Anno |
| Stoccarda           | Gen  | Feb  | Mar  | Apr  | Mag  | Giu  | Lug  | Ago  | Set  | Ott  | Nov  | Dic  | Inv      | Pri      | Est      | Aut      | Anno |
| ------------------- | ---- | ---- | ---- | ---- | ---- | ---- | ---- | ---- | ---- | ---- | ---- | ---- | -------- | -------- | -------- | -------- | ---- |
| T. max. media (°C)  | 2,9  | 5,1  | 9,7  | 14,2 | 18,6 | 21,7 | 23,4 | 22,7 | 20,0 | 14,6 | 7,9  | 4,0  | 4,0      | 14,2     | 22,6     | 14,2     | 13,7 |
| T. min. media (°C)  | −2,7 | −1,7 | 0,9  | 4,1  | 7,9  | 11,2 | 12,7 | 12,1 | 9,4  | 5,4  | 1,4  | −1,4 | −1,9     | 4,3      | 12,0     | 5,4      | 4,9  |
| Precipitazioni (mm) | 39   | 38   | 38   | 50   | 75   | 89   | 72   | 77   | 55   | 46   | 51   | 44   | 121      | 163      | 238      | 152      | 674  |

## Economia
Stoccarda è una delle città guida della policentrica economia tedesca. La sua prosperità si basa su industrie manifatturiere, specie nei settori automobilistico, elettronico e componentistico. La città e/o i centri limitrofi ospitano le sedi principali delle aziende d'auto Porsche, Daimler, Bosch e Mahle (tra i maggiori produttori mondiali di componenti per auto), della Celesio, di una sussidiaria della Lufthansa e delle filiali europee di Hewlett-Packard ed IBM. Stoccarda ha il più alto livello di benessere in Germania. Inoltre vi ha sede la Borsa di Stoccarda.

### La "patria dell'automobile"
Nella capitale sveva sono sorti i primi veicoli a motore a due e quattro ruote, cosa questa poi trasformata in grande industria da Gottlieb Daimler e Wilhelm Maybach, con la fondazione dell'attuale Daimler. I marchi d'auto Mercedes-Benz, Maybach-Motorenbau e Porsche provengono tutti da questa zona, così come le multinazionali Bosch e Mahle, specializzate in componentistica, e perfino giornali dedicati all'industria dell'auto. Per tutti questi motivi, Stoccarda è considerata la "patria dell'automobile".

### Scienza, ricerca e sviluppo
La città è il più importante centro tedesco per la ricerca scientifica, ed ospita anche l'Università di Stoccarda, l'Università di Hohenheim, lo Stuttgart Institute of Management and Technology nonché numerose università di scienze applicate.

### Viticoltura
Importante fonte di guadagno per la città sveva è la Viticoltura di Stoccarda.

## Infrastrutture e trasporti

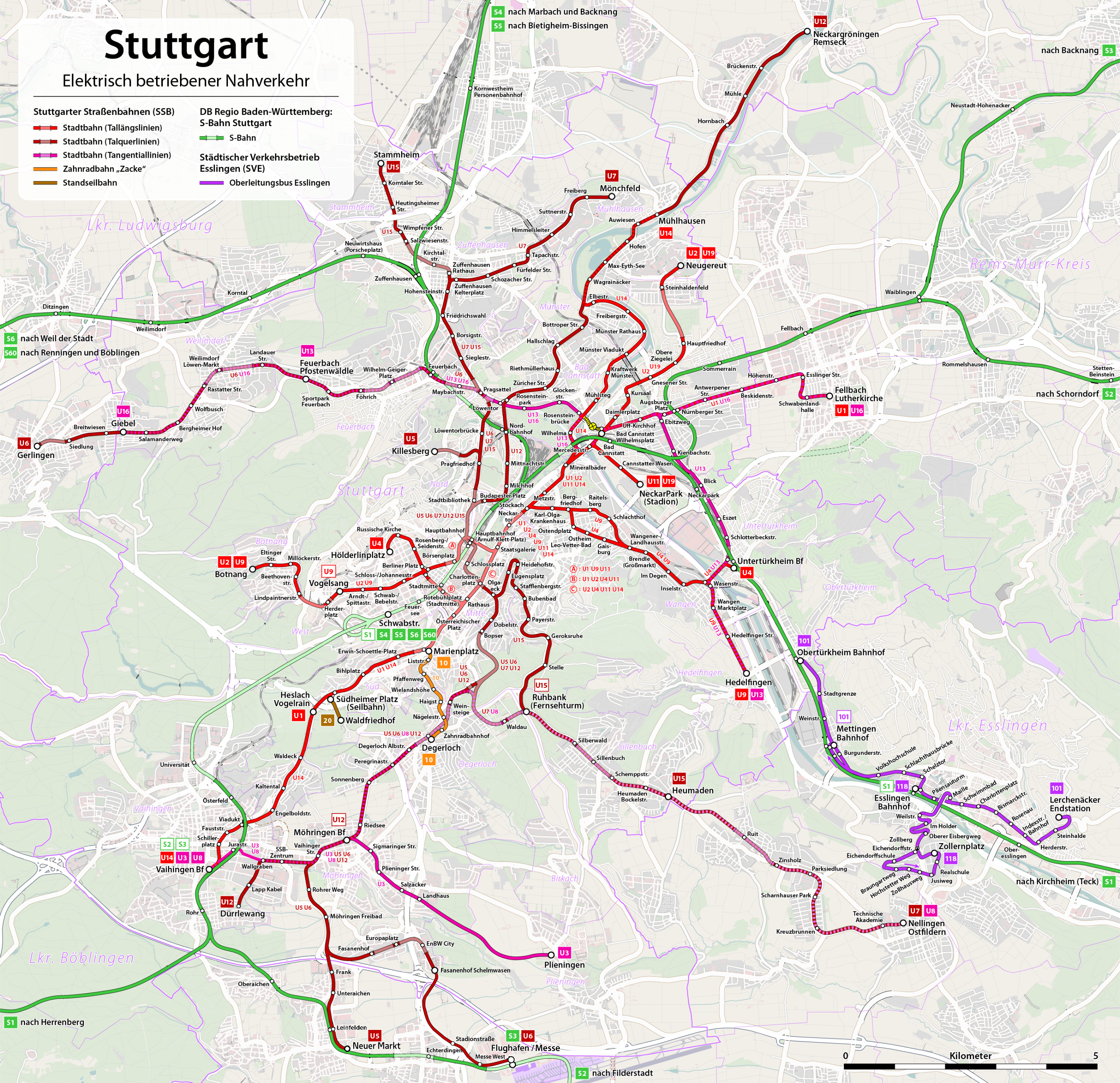
Mappa dei trasporti

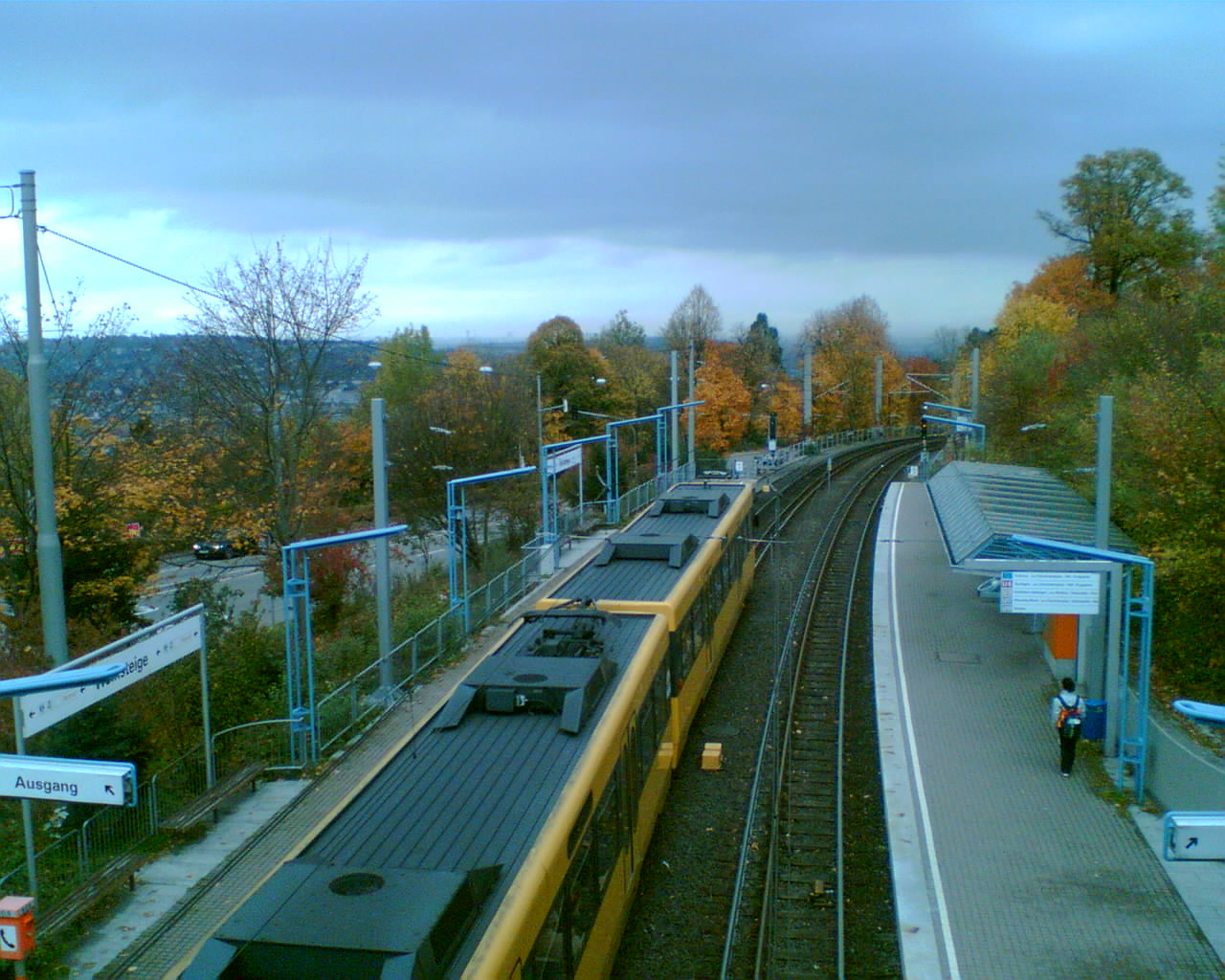
Una fermata di superficie della rete metropolitana di Stoccarda.

Stoccarda, come la maggior parte delle città tedesche, è servita da un servizio ferroviario suburbano, detto S-Bahn. Le 6 linee dei treni S-Bahn operano sulle rotaie della Deutsche Bahn e sono alimentate da corrente elettrica (CA, 15 kV/16.67 hertz) tramite catenaria.
Una peculiarità di Stoccarda è la Zahnradbahn Stuttgart, un servizio di tram a cremagliera, alimentato ad elettricità, che opera da Marienplatz fino al distretto di Degerloch, unico tram a cremagliera urbano della Germania. Esiste un servizio di funicolare che collega il distretto di Heslach a Waldfriedhof, impiegando vagoni di legno. A Killesberg, la prominente collina della città, esiste un servizio di ferrovia che opera strettamente all'interno del parco.
Da qualche anno è stata ammodernata la rete tranviaria, trasformata in un'efficiente metropolitana leggera. Esso è uno dei più moderni sistemi di trasporto in Europa. Dispone di 14 linee veloci sia interrate che in superficie su sede protetta, e con ben 120 km di tratta è in grado di raggiungere in maniera capillare i vari punti della città e le località dell'hinterland.
La città possiede il settimo aeroporto della Germania, l'Aeroporto di Stoccarda, che conta circa 10 milioni di passeggeri l'anno.
La città dispone di un porto commerciale.

## Cultura

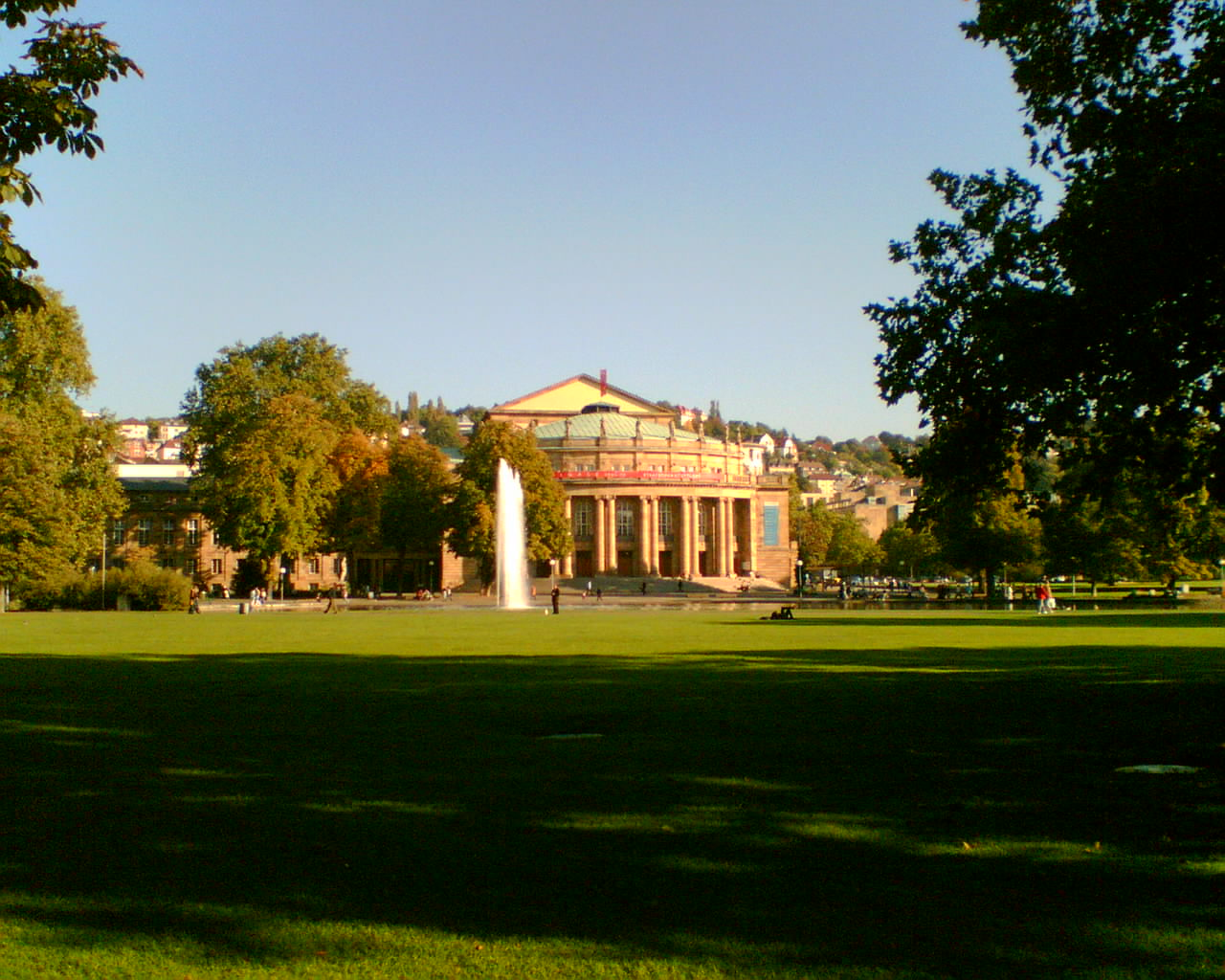
Uno scorcio dello Staatstheater e del parco cittadino.

### Università e ricerca
L'Università di Stoccarda venne fondata nel 1829 come politecnico (Technische Hochschule). È stato trasformato in università nel 1967.
L'Università di Hohenheim fu fondata nel 1818 come accademia di agraria e Scienze forestali. Benché queste materia siano tuttora insegnate, attualmente l'istituto è soprattutto una scuola di finanza.
la Hochschule für Technik Stuttgart (Politecnico di Stoccarda), nata nel 1832 come collegio di arti e mestieri, nel 1971 è diventata un'università di scienze applicate.
L'istruzione superiore artistica è fornita dal Conservatorio di musica e spettacolo di Stoccarda e dall'Accademia di belle arti di Stoccarda, risalente al 1761.
Altri istituti universitari sono la Hochschule der Medien (Istituto superiore dei mass-media) e la Duale Hochschule Baden-Württemberg.
Fra il 1770 ed il 1794 a Stoccarda ebbe sede anche un'accademia militare, la Hohe Karlsschule, al Castello Solitude.
"Wilhelma" è l'unico giardino sia botanico che zoologico della Germania: il tutto è stato costruito nel 1850 circa, come residenza estiva di re Guglielmo I di Württemberg.
L'Osservatorio di Stoccarda è stato fondato nel 1919.

### Biblioteche
La Biblioteca civica di Stoccarda è gestita dal locale assessorato alla cultura, ha la propria sede principale nella biblioteca comunale di Mailänder Platz ed amministra l'insieme delle biblioteche pubbliche della città, che sono:
- 17 biblioteche di quartiere
- 4 biblioteche negli ospedali
- 2 bibliobus
- la biblioteca del Municipio

### Musei
I principali musei di Stoccarda sono la Alte Staatsgalerie, che raccoglie opere dal Medioevo all'Impressionismo, e la Neue Staatsgalerie di arte contemporanea (aperta nel 1984 su disegno di James Stirling).
Il castello ospita il Landesmuseum Württemberg, che illustra la storia del Baden-Württemberg, mentre il Palazzo Rosenstein ospita il Museo di storia naturale di Stoccarda.
Il Museo Linden è un museo etnografico aperto nel 1911. Altri musei sono la Casa di Hegel, il Weissenhofmuseum, il Museo Mercedes-Benz ed il Museo Porsche.

### Teatri e musica
Stoccarda è nota per la sua vita culturale, in particolare per lo Staatstheater, che comprende una sala dedicata all'opera (Staatsoper Stuttgart) e tre sale minori dove sono rappresentate opere, balletti e recite teatrali. Il famoso teatro dell'opera di Stoccarda ha vinto il prestigioso titolo di "Opera dell'anno" (Germania/Austria/Svizzera) per cinque anni di fila (1998-2002). Il celebre Balletto di Stoccarda è legato a nomi come John Cranko e Marcia Haydée. La città presenta anche due teatri adibiti ai musical, stile Broadway, il Teatro Apollo e il Palladio (circa 1800 posti).
Fino alla sua chiusura nel 2016 la maggiore orchestra cittadina era la prestigiosa Orchestra Sinfonica di Radio Stoccarda, oggi sostituita dall'Orchestra sinfonica della SWR.

### Mass-media
Stoccarda ospita la sede amministrativa ed uno dei centri di produzione dell'emittente radiotelevisiva pubblica Südwestrundfunk (SWR; "Radiodiffusione sudoccidentale").
Inoltre, la città è un importante centro editoriale. Fra le case editrici che vi hanno sede il Verlagsgruppe Georg von Holtzbrinck, Ernst Klett Verlag, Kohlhammer Verlag, Metzler Verlag e Motor Presse. L'editore Reclam ha sede nella vicina Ditzingen.
I principali quotidiani cittadini sono la Stuttgarter Zeitung e le Stuttgarter Nachrichten.

### Cucina
La cucina sveva di Stoccarda comprende la produzione di birra e vino (dal XVII secolo).
La Gaisburger Marsch deriva il suo nome dal quartiere di Gaisburg, e quando si parla della cucina sveva non devono essere dimenticati gli Spätzle.

### Astronomia
Alla città è stato intitolato il pianetino 264020 Stuttgart.

## Sport
Vi ha sede il Verein für Bewegungsspiele Stuttgart 1893, noto come VfB Stuttgart (in italiano Stoccarda), club calcistico che ha vinto tra l'altro la Bundesliga in tre occasioni (1984, 1992, 2007).
Stoccarda ha la reputazione di città dello sport, per i diversi eventi sportivi situati e organizzati. Ha ospitato i campionati del mondo di atletica leggera 1993 e i campionati del mondo di ciclismo su strada 2007. La MHPArena è stata sede di alcune gare del campionato del mondo di calcio 2006, in particolare della finale per il 3º e 4º posto. La Porsche-Arena è l'impianto che ospita il Porsche Tennis Grand Prix ed è collegata direttamente all'adiacente Hanns-Martin-Schleyer-Halle, dotata di pista ciclabile per praticare il ciclismo su pista.
Il Nafi Stuttgart è la principale squadra di calcio a 5 della città, milita in DFB Futsal-Cup ed è stata vincitrice del campionato nel 2014.

## Amministrazione

### Gemellaggi
- St Helens, Merseyside, dal 1948
- Cardiff, dal 1955
- Saint Louis, dal 1960
- Strasburgo, dal 1962
- Mumbai, dal 1968
- Menzel Bourguiba, dal 1971
- Cairo, dal 1979
- Łódź, dal 1988
- Brno, dal 1989[8]
- Samara, dal 1992